# Ремнев, Виталий Николаевич

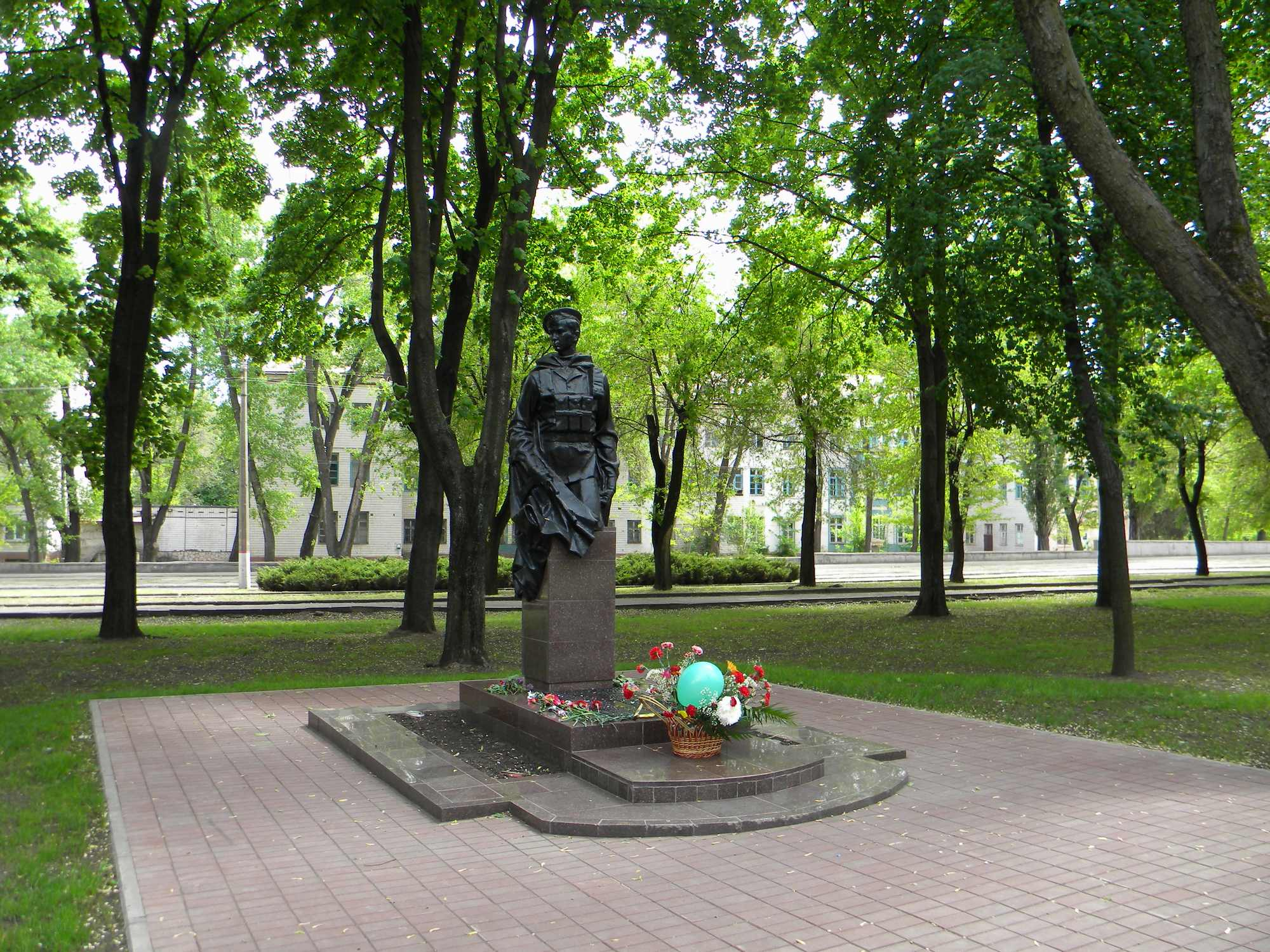
Имя на памятнике воинам-интернационалистам на Дзержинке (Кривой Рог)

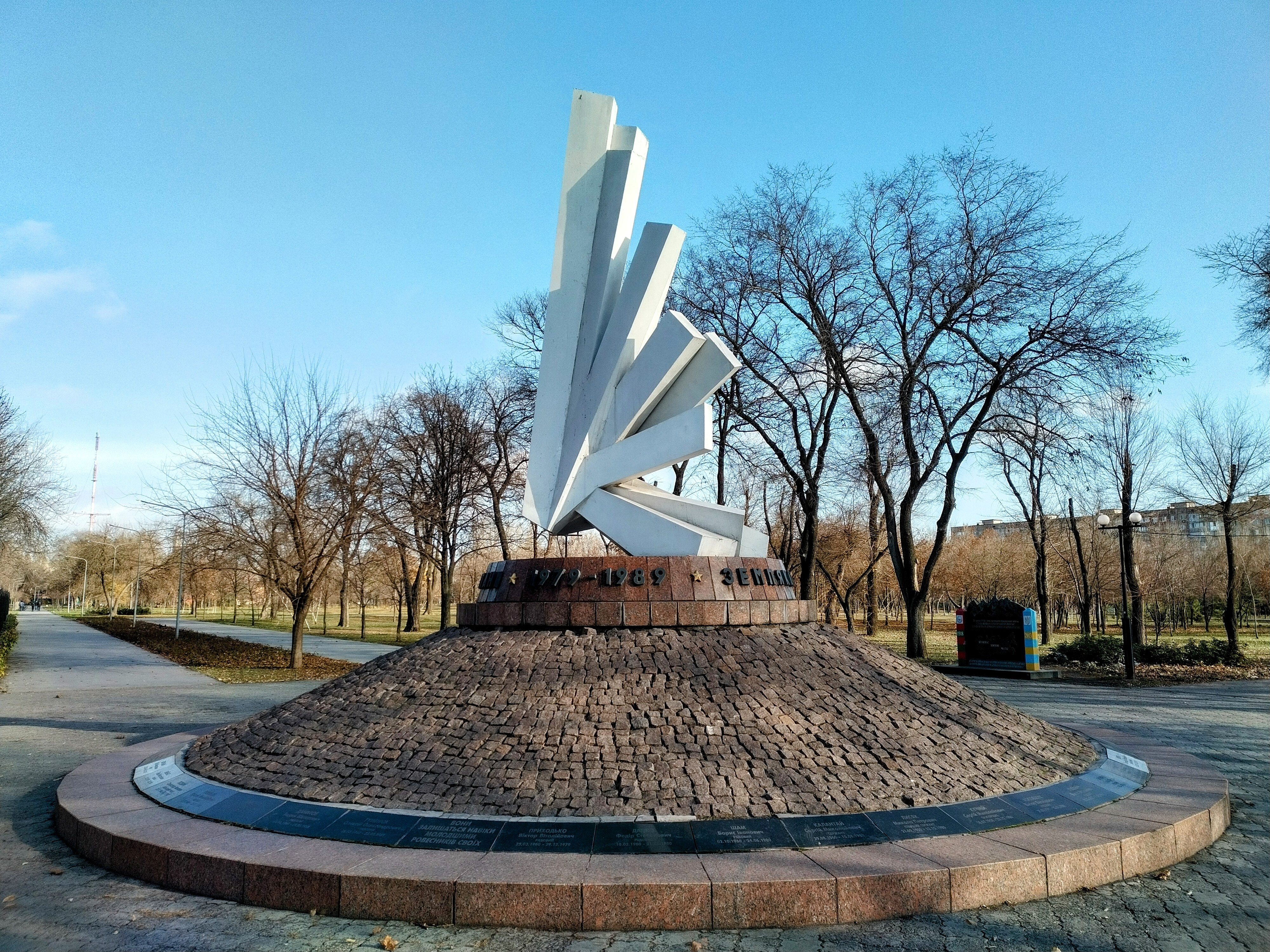
Имя на памятнике воинам-интернационалистам в Юбилейном парке (Кривой Рог)

Ремнев Виталий Николаевич (18 января 1969, Кривой Рог, Днепропетровская область — 25 января 1988, Афганистан) — советский военнослужащий, рядовой, механик-водитель танка, участник Афганской войны.

## Биография
Родился 18 января 1969 года в городе Кривой Рог Днепропетровской области УССР в рабочей семье, русский.
Окончил СПТУ № 46 в Кривом Роге. 
31 мая 1987 года призван в Вооружённые силы СССР Саксаганским районным военным комиссариатом Кривого Рога. В октябре 1987 года в звании рядового направлен в состав ограниченного контингента советских войск в Афганистане, служил механиком-водителем танка.
25 января 1988 года при совершении марша на перевале Саланг в составе колонны автомобиль, в котором он находился, на одном из крутых поворотов опрокинулся и был обстрелян мятежниками. В завязавшейся перестрелке погиб.
Похоронен в Кривом Роге на Центральном кладбище (участок 19, ряд 7, могила 256).

## Награды
- Орден Красной Звезды (посмертно)[1][2].

## Память
- Имя на памятнике воинам-интернационалистам Днепропетровщины, погибшим в Афганистане (Днепр)[4];
- Имя на памятнике воинам-интернационалистам на Дзержинке (Кривой Рог);
- Имя на памятнике воинам-интернационалистам в Юбилейном парке (Кривой Рог);
- Памятная плита на доме № 15 по улице Радиевского в Саксаганском районе (Кривой Рог), установленная в 1989 году[5].